# Цикл про Ваала

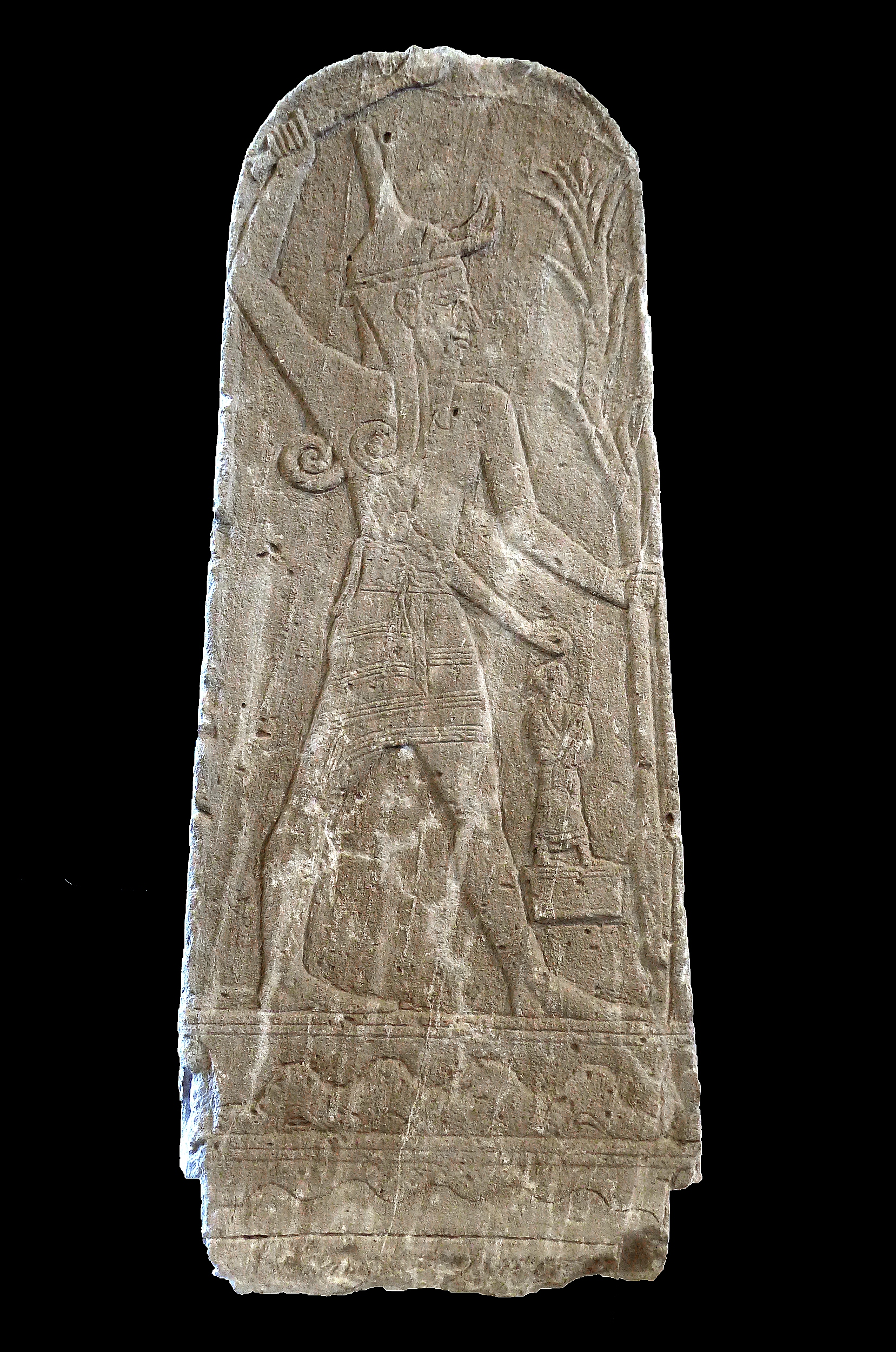
Стела з Ваалом

«Цикл про Ваала» (Цикл про Баала, Baal Cycle, CAT 1.1-1.6 = COS 1.86) — це уґаритська оповідь про ханаанського бога Ваала, бога грози, що асоціювався з родючістю. Цей текст належить до уґаритської літератури і записаний уґаритською мовою клинописом на глиняних табличках, які були знайдені у 1920-тих під час розкопок стародавнього міста Уґарита (нині Рас-Шамра на півночі Сирії).
Ця поетична оповідь записана на шести таблицях і первісно мала довжину 2 000 рядків. Збереглися частини кожної таблиці, однак більше половини тексту втрачено, хоча його загальний сюжет зрозумілий. Темою циклу є опис того, як Ваал став правителем ради богів і, відповідно, царем неба і землі. Загалом це традиційний сюжет про боротьбу між богами за владу, причому в уґаритському випадку переможцем виступає «добрий бог» Ваал, що персоніфікує природу (в перекладі його ім’я означає «Господар»).
Поема складається із трьох окремих епізодів-пісень, кожен із яких має власний розвиток, кульмінацію та розв’язку, але також пов’язаний із іншими — наступний фрагмент витікає з попереднього. Саме через це поему називають циклом. Кілька дослідників наполягають, що твір слід розглядати не як єдину композицію, а як три різні поеми (тобто таблиці 1-2, 3-4 і 5-6). Та це малоймовірно. Другий епізод, який починається на таблиці 3, завершується до кінця таблиці 4, а третій епізод, який охоплює таблиці 5-6, насправді починається у сьомій колонці таблиці 4. Таким чином, другий і третій епізоди точно пов’язані один із одним. Те ж має бути і з епізодами 1 та 2, оскільки перша колонка таблиці 3 найкраще інтерпретується як тріумфальне завершення історії перемоги Ваала над Яммою із таблиць 1-2. З цього випливає, що всі три епізоди вочевидь призначалися для слухання разом, як єдиної великої історії.

## Літературні паралелі і соціальний контекст
«Цикл про Ваала» часто порівнюють із «Енума еліш», вавилонською історією про створення світу, котра розповідає як Мардук став царем богів, створив світ і збудував свій палац. Є багато аспектів, які можна порівнювати у цих двох творах, але також є суттєві розбіжності, котрі докладно аналізують Вейн Пітард та Марк Сміт.
По-перше, «Цикл про Ваала» не стосується створення світу, як у випадку з «Енума еліш». Хоч обидві поеми описують боротьбу молодого бога проти Океану (Тіамат у Вавилоні, Ямма в Уґариті), однак море дуже різне у цих історіях. Тіамат представляє космічні води, із яких було витворено всесвіт. У «Циклі про Ваала» Ямма — це звичайне море, він просто рядовий член ради богів і належить до того ж покоління, що і Ваал. У «Циклі про Ваала» всесвіт уже створено і Ваал не є богом-творцем (таким є бог Ел), він бог родючості. Тому конфлікт між Ваалом і Яммою — це не космічний конфлікт між порядком і хаосом у всесвіті. Це боротьба за право бути наступником Ела в активному управлінні небом і землею. Таким чином, роль Ямми в історії значно менш важлива, аніж роль Тіамат в «Енума еліш».
По-друге, найкраще зрозуміти динаміку «Циклу про Ваала» можна через аналіз того, як Ваал отримує владу.  Тут теж є різкий контраст між «Циклом про Ваала» та «Енума еліш». В останньому Мардук здобуває владу, бо іншого лідера немає. Ніхто з молодших богів, включно з батьком та дідом Мардука, не можуть протистояти Тіамат. Мардук вступає у бій і рятує молодших богів, перемагаючи їхнього спільного ворога. «Цикл про Ваала» зображає сходження до влади Ваала зовсім по-іншому. Посада правителя ради богів призначається, а не здобувається у бою. Автор використовує тут мотив призначення старим царем свого наступника ще за життя.
Цілком імовірно, що це був поширений уґартський і загальноханаанський звичай. Цю ж практику можна побачити у Біблії, де цар Давид обирає Соломона своїм наступником замість Адонії у «Першій книзі царів» (розділ 1). Боротьба між братами за правонаступництво у «Першій книзі царів» дуже схожа до ситуації між Ваалом і Яммою у «Циклі про Ваала». Також в обох випадках молодий наступник отримує титул царя, хоча старий цар ще живий і продовжує носити цей титул. Основна різниця між історією про земного правителя у «Першій книзі царів» та історією про божественного правителя у «Циклі про Ваала» полягає в тому, що в останній час повністю завмер. Функція призначення наступника у світі людей — це приготування до смерті старого царя. Ел же не помирає у міфологічному світі циклу. Він просто передає певні обов’язки молодшому правителю, роблячи його очільником ради богів і де-факто правителем неба і землі, але при цьому зберігає власний статус глави уряду чи родини. Боги, навіть Ваал, не можуть зробити нічого важливого без затвердження Елом. Без звертання уваги на цей контекст важко зрозуміти багато аспектів історії.
У «Циклі про Ваала» опосередковано можна бачити реальне повсякденне життя уґаритського суспільства. Збудувати дім можна лише з дозволу царя (у міфі — це цар богів Ел). Володіння домом означає досягнення високого соціального статусу (у міфі — це влада над світом). Деякі дослідники також припускають, що поема про будівництво храму Ваала мала читатися під час святкового богослужіння, приуроченого до легендарної чи реальної дати завершення будівництва і освячення храму Ваала в Уґариті.

## Сюжет

### Пісня перша: Боротьба Ваала з Яммою

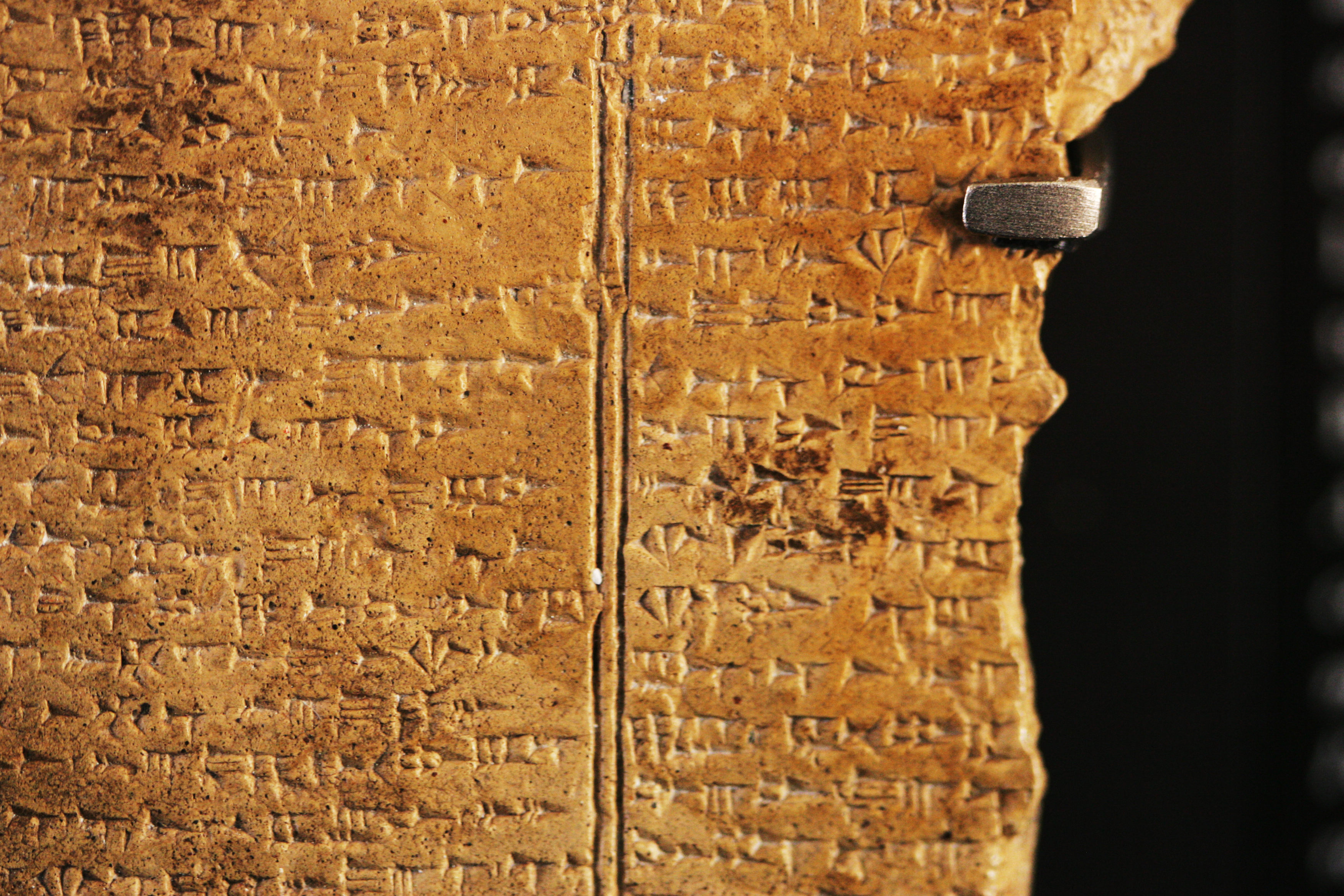
Фрагмент із «Циклу про Ваала»

«Боротьба Ваала з Яммою» (Боротьба Ваала з Морем, CAT 1.1-1.2) — це історія про те, як Ваал переміг свого головного суперника на посаду очільника ради богів. Перша таблиця циклу збереглася найгірше з усіх шести таблиць, але очевидно, що Ел вирішує призначити нового правителя й обирає для цього Ямму (Море). Він оголошує про своє рішення на бенкеті і в сильно пошкодженій промові (кол. IV 22-27), здається, розуміє, що його вибір призведе до конфлікту між Ваалом і Яммою. Потім Ел посилає вісника, щоби викликати бога ремесла Котара-ва-Хасіса до свого намету, аби доручити тому будівництво царського палацу для Ямми. Він також надсилає вісника, щоби викликати Анат, але таблиця розбита і невідомо, що саме він їй говорить. Друга таблиця вціліла краще. Тут показано Ямму, який вже почувається правителем і посилає двох посланців до ради богів, вимагаючи, щоби вони видали йому Ваала, який має стати його рабом. Він наставляє вісників ігнорувати весь етикет і царські протоколи при передачі повідомлення. Коли прибувають вісники, стає зрозуміло, що рада богів, навіть Ел, налякані Яммою, тож попри протести Ваала вони погоджуються на вимоги Ямми. Однак Ваал відмовляється їх виконати. Котар-ва-Хасіс, один із Ваалових союзників на цьому етапі, виготовляє зброю, дві бойові булави, які віддає Ваалу. У фінальній сутичці між двома суперниками булави висковзують із рук Ваала і забивають Ямму. Ваал добиває його і проголошується царем над богами.

### Пісня друга: Ваал будує свій царський палац
«Ваал будує свій царський палац» (CAT 1.3-1.4) — цей епізод є кульмінацією циклу, тут визначається місце Ваала у всесвіті і його головна функція — подання дощу та родючості. Обидві таблиці цієї частини пошкоджені, однак все одно вони у кращому стані, ніж попередні. Є кілька пропусків, але загальна сюжетна лінія зрозуміла. На початку третьої таблиці Ваал зображується на бенкеті, імовірно на честь перемоги над Яммою (якщо так, то ця сцена може бути завершенням попередньої пісні). Після втраченого фрагменту оповідь переходить до опису великої битва Анат проти людської армії. Показано, як вона із задоволенням вбиває своїх ворогів, вкрита їхньою кров’ю та нутрощами. Стосунок цієї сцени до решти історії не зовсім ясний через велику лакуну перед нею. Після ще одного пропуску сюжет повертається до Ваала, який наставляє посланців, котрих відправляє до Анат, щоби покликати її для важливої розмови. Повідомлення Ваала є одним із найкрасивіших поетичних пасажів в уґаритській літературі:
До мене хай линуть твої ноги,
До мене хай мчать твої стопи,
За вісткою, що маю, і котру скажу тобі,
За словом, котре розповім тобі,
За словом вітру і шепотом каменю,
Бесідою Небес із Землею,
Глибин із Зорями.
Я розумію світло,
Котре не знають Небеса,
Слово, яке не знають люди,
І земляні маси не розуміють.
Прийди, і я відкрию його
Посеред моєї гори, Божественного Сапану,
На святій гори моєї спадщини,

На прекрасному пагорбі моєї сили— 1.3 кол. III 19-31
Посланці доставляють повідомлення й Анат приходить до гори Ваала. Тут він скаржиться їй, що не має палацу, як в інших богів. Значення цієї скарги не в тому, що у нього взагалі немає палацу, а в тому, що в нього немає палацу, який би відповідав його новому статусу очільника ради богів. З тексту очевидно, що Ел повинен дати дозвіл Ваалу на будівництво такого палацу — це частина протоколу стосунків зі старим правителем. Анат вирішує відвідати Ела, щоб отримати його дозвіл на будівництво палацу, і погрожує побити Ела, якщо той не погодиться. Та Анат не найкращий посол до Ела. Її брак етикету й такту призводять до невдалої мандрівки, коли Ел навіть не дозволяє їй з’явитися у його присутності. Після її повернення до Ваала, той вирішує заручитися у цьому питанні підтримкою Асірат (Ашерат), дружини Ела. Ваал посилає до Котара-ва-Хасіса і просить його зробити дарунки для Асірат, які він забере на зустріч із нею. Коли це зроблено, Ваал і Анат вирушають до помешкання Асірат за морем. Коли Асірат бачить наближення богів, то лякається, що вони прийшли напасти на її дітей (Ямма міг бути одним із її синів). Коли вона розуміє, що вони прибули із мирними намірами, то готує бенкет і, зрештою, погоджується підтримати прохання Ваала. Асірат вирушає до палатки Ела, запитує дозволу і одразу його отримує. Ваал доручає Котару збудувати палац, а всі матеріали привозяться до гори Ваала, Сапану. Котар наполягає, що в палаці слід зробити вікна, але Ваал, у пошкоджених рядках, відкидає цю пропозицію, остерігаючись Ямми. Коли палац завершено, Ваал готує великий бенкет, куди запрошує всіх богів. Вони приходять і святкують, чим демонструють своє визнання його лідерства. Потім Ваал вирушає у подорож по землі, отримуючи шанування від усіх міст. Таким чином, боги і люди розпізнали його як царя неба і землі. Після тріумфального повернення він, зрештою, доручає Котару зробити вікно. Через це вікно здійснюватиметься функція Ваала як подавальника дощу. Коли вікно зроблено, то Ваал відкриває його і посилає свій голос, грім (і ймовірно дощ, який іде з громом). Це кульмінаційний момент циклу:
Отвір зроблено в домі,
Вікно всередині палацу.
Ваал відкрив розрив [у хмарах],
Ваал надіслав свій святий голос.
Ваал повторив [порух своїх губ].
Його [святий] голос огорнув землю.
[Від його] голосу затремтіли гори.
Стародавні гори здригнулися,
Високі місця землі захиталися.
Вороги Ваала звернулися до дерев,
Ненависники Хадда — до гірських схилів.
І наймогутніший Ваал сказав:
«О, вороги Хадда, чому ви тремтите?
Чому тремтите, ви, хто носить зброю проти Воїна?»
Ваал поглянув уперед.
Махнув своєю рукою,
Кедровий спис був у його правій руці.

Так Ваал сів на престол у своєму домі— CAT 1.4, кол. VII 24-42

### Пісня третя: Боротьба Ваала з Мотом

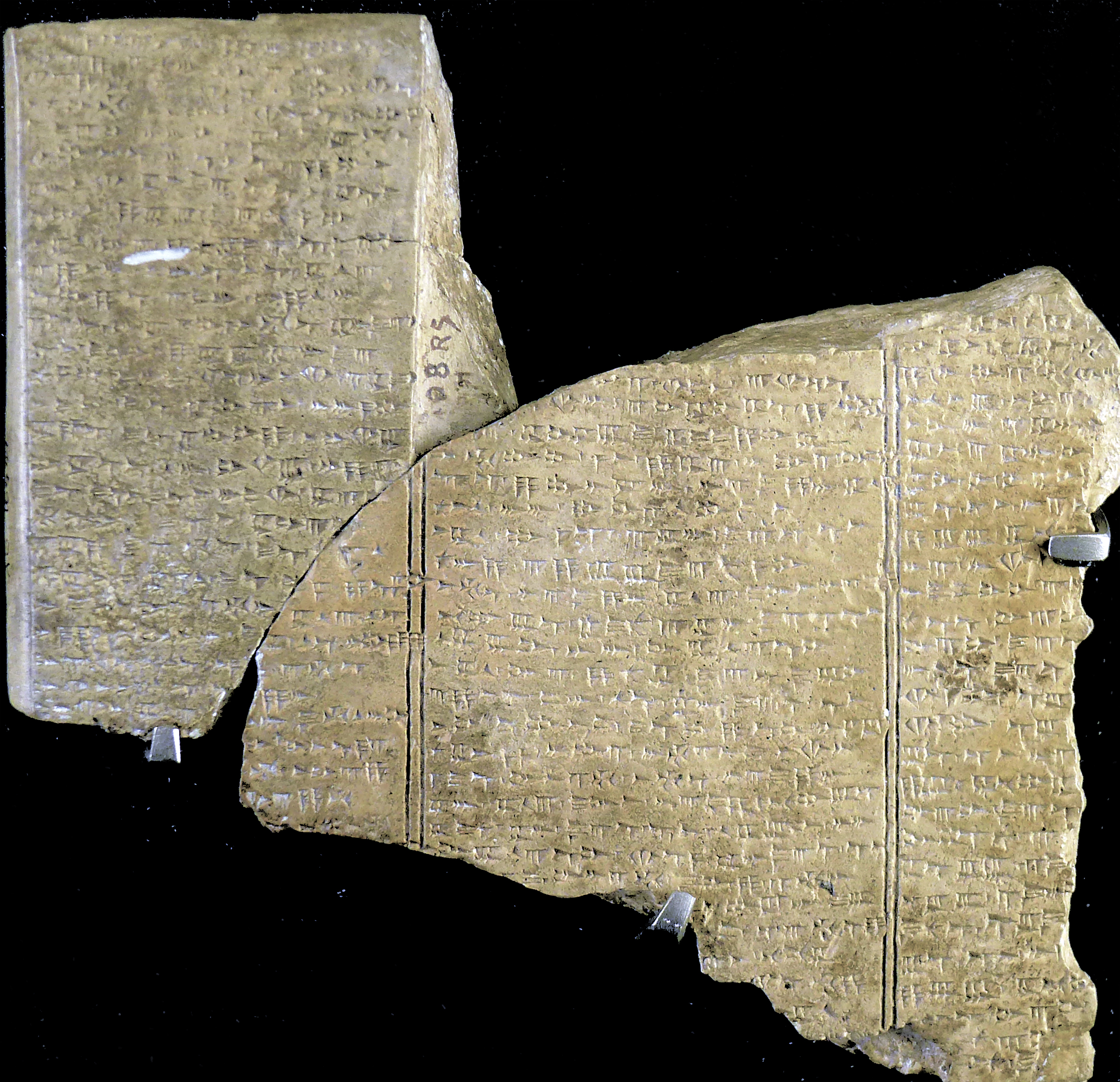
Таблиця з піснею про боротьбу Ваала з Мотом

Пісня «Боротьба Ваала з Мотом» (Боротьба Ваала зі Смертю, CAT 1.4 VII — 1.6) очевидно створена, аби показати, що Ваал не зміг подолати і вигнати зі всесвіту смерть. Натомість він повинен співіснувати із незалежним царством на межі з його власним. Одначе міф наполягає, що Ваал, який представляє життя, сильніший за Смерть, свого опонента. Цей міф пов’язаний з аналогічними сюжетами про помираючого і воскресаючого бога в інших міфологіях, які, у свою чергу, зазвичай пов’язуються зі щорічним землеробським циклом. Також можна віднайти деякі паралелі із П’ятикнижжям.
На початку третьої пісні Ваал помічає, що хоч усіх боги небес і всі люди землі розпізнали його лідерство, Попідзем’я і його бог Мот, чиє ім’я означає «Смерть», цього не зробили. Ваал надсилає своїх посланців до Мота, вимагаючи його підпорядкування. Мот відповідає, пропонуючи Ваалу загрозливе випробування. Посланці повертаються із відповіддю Мота, але далі йде велика лакуна обсягом понад 40 рядків. У подальшому тексті сюжет уже круто змінився і Ваал займає оборонну позицію. Він знову надсилає повідомлення Моту, але вже зі словами: «Я твій слуга навіки». Незрозуміло, що трапилося у пропущеному фрагменті, чому ситуація так драматично змінилася. Після ще одного пропуску бачимо Ваала на бенкеті ради богів. Хтось просить Ваала спуститися у Попідзем’я. Перед відходом Ваал має зв’язок із телицею, яка вагітніє і народжує дитинча. Цей епізод досить загадковий через поганий стан таблиці. Далі знову йде велика лакуна і після неї оповідь ведеться про посланців, що прибувають до помешкання Ела і сповіщають його про смерть Ваала. Ел сходить зі свого трону і поринає у глибоку скорботу:
Підніс він свій голос і вигукнув:
Ваал мертвий! Що трапиться з людьми?
Син Даґана! Що трапиться з народами?

Після Ваала зійду і я в Попідзем’я!— CAT 1.5 VI 22-25
Без Ваала немає дощу і зникає родючість. Анат іде шукати тіло Ваала, знаходить і ховає його. Ел кличе Асірат, щоби призначити одного з її синів на місце Ваала, на посаду очільника ради богів. Її перша пропозиція відкидається, як надто слабка. Потім вона пропонує Астара, який подорожує до гори Ваала, де заходить у палац і сідає на троні Ваала. Та його ноги не сягають підставки і голова не сягає підголівника трону. Астар залишає престол й іншого наступника немає. Зрештою, Анат зустрічає Мота в полі і після вимог повернути життя Ваалу, вбиває його. Далі знову втрачений фрагмент, після якого Ел бачить сон, де з неба йде олійний дощ, а в руслах рік тече мед. Ел тлумачить цей сон як ознаку повернення Ваала до життя. Він посилає Анат і сонячну богиню Шапшу, аби знайти його. Тріумфальне повернення бога, на жаль, знову припадає на лакуну. Після неї Ваал б’ється з ворогами і повертає собі царський престол. Сім років потому, втім, Мот теж оживає і знову починає суперництво з Ваалом. Вони люто б’ються один з одним, але ніхто не отримує остаточної переваги. Зрештою, втручається Шапшу, яка попереджає Мота, що Ел буде дуже невдоволений почути про боротьбу Мота з Ваалом. Мот здається і визнає Ваала як свого зверхника.
Сюжет тут закінчується, а цикл завершується (що досить загадково) коротким гімном до Шапшу та Котара-ва-Хасіса.

### Дослідження
- Handbook of Ugaritic Studies / by Wilfred G.E. Watson and Nicolas Wyatt (eds.). — Leiden ; Boston ; Köln : Brill, 1999. — 896 p. — (Handbuch der Orientalistik : Abt. 1, Der Nahe und Mittlere Osten : Bd. 39).
- Parker, Simon B. The Pre-Biblical Narrative Traditions. Essays on the Ugaritic Poems Keret and Aqhat. — Atlanta : Scholar Press, 1989. — (SBL Resources for Biblical Study 24).
- Pitard, Wayne T. Canaanite Literature // From an Antique Land : An Introduction to Ancient Near Eastern Literature / edited by Carl S. Ehrlich. — Rowman & Littlefield Publishers, Inc., 2011. — P. 255-311.
- Pitard, Wayne T. Voices from the Dust: The Tablets from Ugarit and the Bible // Mesopotamia and the Bible: Comparative Explorations / ed. by Mark W. Chavalas and K. Lawson Younger. — Grand Rapids : Baker Academic, 2002. — P. 251-275.
- Wyatt, Nicholas. Religious Texts from Ugarit: The Words of Ilimilku and His Colleagues. — Sheffield : Sheffield Academic Press, 1998. — (The Biblical Seminar 53).
- Кузьменко, Д. Уґаритська література // Δημήτρός γραφεύς. — 6 січня 2019.
- Шифман, И.Ш. Угаритско-финикийская литература // История всемирной литературы в 9-ти томах. Том 1. — М. : Наука, 1983. — С. 130-137.

### Тексти
- Dietrich, Manfried; Loretz, Oswald; Sanmartín, Joaquin. The Cuneiform Alphabetic Texts from Ugarit, Ras Ibn Hani and Other Places / Die Keilalphabetischen Texte Aus Ugarit, Ras Ibn Hani Und Anderen Orten (CAT / KTU). — Münster : Ugarit-Verlag, 2013. — 3rd enlarged edition. — 782 p. — (Alter Orient Und Altes Testament).
- Pardee, Denis. Ritual and Cult in Ugarit. [Ugaritic texts and English translations] / ed. by Theodore J. Lewis. — Atlanta : Society of Biblical Literature, 2002. — 314 p. — (Writings from the ancient world ; no. 10).
- Smith, Mark S. The Ugaritic Baal Cycle. Volume 1: Introduction with Text, Translation and Commentary of KTU 1.1-1.2. — Leiden, New York : E.J. Brill, 1994.
- Smith, Mark S.; Pitard, Wayne T. The Ugaritic Baal Cycle. Volume 2: Introduction with Text, Translation and Commentary of CAT 1.3-1.4. — Leiden, New York : Brill, 2008.
- Ugaritic Narrative Poetry / Parker, Simon B., ed. — Society of Biblical Literature, 1997. — (Writings from the ancient world ; no. 9).
- Yon, Marguerite; Arnaud, Daniel. Études Ougaritiques I : Textes 1985-1995. Ras Shamra-Ougarit XIV. — Paris : Éditions Rechercher sur les Civilisations, 2001.
- Угаритский эпос [Из поэмы о Данеле и его сыне Ахате. Из цикла мифов о боге Баале, богине Анат и боге Моте. Из эпической повести о Керете] / Статья и переводы Вяч.Вс. Иванова // Восточный альманах. Вып. 8: Красные листья / Сост. М. Салганик. — М.: Художественная литература, 1980. — С. 568–584.
- Угаритский эпос [О Карату. Об Акхите и о рапаитах] / Пер. с угаритского, введ. и коммент. И. Ш. Шифмана. — М.: Наука; Издательская фирма "Восточная литература", 1993. — 339 с. — ISBN 5-02-017247-2.